# Holtwicker See
Der Holtwicker See (auch Holtwick-See) ist ein sieben Hektar großer See an der A 31 bei Coesfeld in Nordrhein-Westfalen.

## Lage und Beschreibung
Der Holtwicker See liegt knapp 80 m westlich der Bundesautobahn 31 auf dem Gebiet der Gemeinde Rosendahl zwischen Ahaus und Coesfeld. Seit 1984 ist er Besitz des Landesfischereiverbandes Westfalen und Lippe e.V. und wird heute vor allem zum Angeln genutzt. Im See leben Karpfen, Schleien, Zander, Barsche, Rotaugen und  Moderlieschen. Zum Artenschutz wurden Edelkrebse und Großmuscheln im See ausgesetzt. Die Krebse und Muscheln sind ganzjährig geschützt.